# Scars on Broadway (album)
Scars On Broadway je debutové album stejnojmenné rockové skupiny Scars On Broadway. Na albu se podíleli dva členové skupiny System Of A Down a to Daron Malakian a John Dolmayan a právě první jmenovaný napsal všech 15 písní pro tento svůj vedlejší projekt.  Album vyšlo 28. a 29. července 2008 (v závislosti na časových pásmech).  
Prvním singlem se stala píseň "They Say", která vyšla jako digitální singl. Speciální vinylová verze singlu obsahuje navíc skladbu "Hungry Ghosts". Tuto píseň bude obsahovat také japonská edice desky. 
Druhým singlem je píseň "Chemicals". Album vyšlo v klasické verzi a jako "Limited Edition Digipak". Třetím singlem alba a druhou písní s videoklipem je "World Long Gone".

## Seznam skladeb
Všechny skladby napsal(i) Daron Malkian. 
| Pořadí         | Název                        | Délka |
| -------------- | ---------------------------- | ----- |
| 1.             | Serious                      | 2:08  |
| 2.             | Funny                        | 2:55  |
| 3.             | Exploding/Reloading          | 2:15  |
| 4.             | Stoner Hate                  | 2:00  |
| 5.             | Insane                       | 3:07  |
| 6.             | World Long Gone              | 3:16  |
| 7.             | Kill Each Other/Live Forever | 3:05  |
| 8.             | Babylon                      | 3:56  |
| 9.             | Chemicals                    | 3:13  |
| 10.            | Enemy                        | 3:03  |
| 11.            | Universe                     | 4:15  |
| 12.            | 3005                         | 2:54  |
| 13.            | Cute Machines                | 3:03  |
| 14.            | Whoring Streets              | 3:01  |
| 15.            | They Say                     | 2:48  |
| Celková délka: | Celková délka:               | 45:04 |

Japonské edice
| Pořadí         | Název          | Délka |
| -------------- | -------------- | ----- |
| 16.            | Hungry Ghost   | 3:29  |
| Celková délka: | Celková délka: | 48:44 |

iTunes edition
| Pořadí         | Název                                 | Délka |
| -------------- | ------------------------------------- | ----- |
| 16.            | Scars on Broadway (Instrumental)      | 2:50  |
| 17.            | They Say (videoklip / Pre-Order Only) | 2:48  |
| Celková délka: | Celková délka:                        | 50:42 |

Best Buy bonus DVD / UK edition
| Pořadí         | Název                          | Délka |
| -------------- | ------------------------------ | ----- |
| 1.             | The Making of They Say (video) | 3:10  |
| 2.             | They Say (videoklip)           | 2:54  |
| Celková délka: | Celková délka:                 | 51:08 |